# Cathrine Fabricius Hansen
Cathrine Fabricius-Hansen (née le 18 décembre 1942) est une germaniste norvégienne d'origine danoise. Elle est professeur d'études allemandes à l'université d'Oslo. Elle a d'abord enseigné au Département d'études germaniques, qui fait maintenant partie du Département fusionné de littérature, d'études régionales et de langues européennes.

## Biographie
Elle est née à Holstebro, au Danemark,. Elle obtient une maîtrise en linguistique générale à Copenhague en 1969 et travaille comme chargée de cours et chercheuse au Département de philologie germanique de l'université de Copenhague de 1969 à 1975. Elle rejoint le Département d'études germaniques de l'université d'Oslo en 1975 et est nommée professeur en 1986. Elle obtient son doctorat en 1987,.
Entre autres postes, elle est présidente du Département d'études germaniques, vice-doyenne de la Faculté des arts et membre du sénat de l'université. Elle devient membre de l'Académie norvégienne des sciences et des lettres en 1993  et de la Société royale des lettres et des sciences de Norvège en 1994. Elle occupe également plusieurs autres postes nationaux et internationaux.
Elle reçoit la médaille d'or de l'université de Copenhague en 1966. En 2000, elle reçoit le prix Nansen, en 2002 le prix Jacob et Wilhelm Grimm et en 2003 le prix Konrad-Duden (de). Elle reçoit un diplôme honorifique de l'université de Munich en 2007.
Elle participe à la révision du quatrième volume de la grammaire allemande Duden.